# هلیبوکایه
هلیبوکایه (به لاتین: Hlybokaye) یک منطقهٔ مسکونی در بلاروس است که در منطقه ویتبسک واقع شده‌است. هلیبوکایه ۱۸٬۲۰۰ نفر جمعیت دارد.

## خواهرخوانده
شهر لودزا خواهرخوانده هلیبوکایه است.